# Arsenał-Kafa Teodozja
Arsenał-Kafa Teodozja (ukr. ФК «Арсенал-Кафа» Феодосія)  – ukraiński klub piłkarski, mający siedzibę w mieście Teodozja, w Republice Autonomicznej Krymu, na południu kraju, grający w sezonie 1992 w rozgrywkach ukraińskiej Drugiej ligi.

## Historia
Chronologia nazw:
- 1989: More Teodozja (ukr. ФК «Море» Феодосія)
- 1995: Kafa Teodozja (ukr. ФК «Кафа» Феодосія)
- 2008: Arsenał-Kafa Teodozja (ukr. ФК «Арсенал-Кафа» Феодосія)
- 2010: Kafa-Goleador Teodozja (ukr. ФК «Кафа-Голеадор» Феодосія)
- 2011: Arsenał-Kafa Teodozja (ukr. ФК «Арсенал-Кафа» Феодосія)
- 2011: klub rozwiązano

Klub piłkarski More został założony w Teodozji w 1989 roku. Zespół występował w rozgrywkach lokalnych o mistrzostwo i Puchar obwodu krymskiego. Od początku rozgrywek w niezależnej Ukrainie w 1992 roku klub debiutował w Przejściowej Lidze. W następnym sezonie 1992/93 zajął w lidze spadkowe, 17. miejsce i został pozbawiony statusu profesjonalnego. Potem kontynuował występy w rozgrywkach Mistrzostw i Pucharu Republiki Autonomicznej Krymu. Kiedy w maju 2008 po śmierci burmistrza miasta Wołodymyra Szajderowa klub Kafa był w stanie rozpadu, inny klub Arsenał połączył się z nim i z nazwą Arsenał-Kafa kontynuował występy. W 2010 roku klub zmienił nazwę na Kafa-Goleador. W 2011 roku z nazwą Arsenał-Kafa startował w Pucharze Krymu, ale potem został rozwiązany.

## Sukcesy
- 9. miejsce w Przejściowej Lidze:

1992
- brązowy medalista mistrzostw Republiki Autonomicznej Krymu:

2007

## Inne
- Awanhard Teodozja
- Dynamo Teodozja
- Faworyt-WD-Kafa Teodozja